# Gamera contro il mostro Gaos
Gamera contro il mostro Gaos (大怪獣空中戦 ガメラ対ギャオス?, Daikaijū Kūchūsen - Gamera Tai Gyaosu, lett. "Battaglia a mezz'aria di mostri giganti - Gamera vs. Gyaos") è un film del 1967 diretto da Noriaki Yuasa. Giunse in Italia nel 1971, distribuita dalla Egf - Esclusività Grandi Film / Indipendenti Regionali, con doppiaggio italiano a cura della CD - Cooperativa Doppiatori.

## Trama
La costruzione di un'autostrada nei pressi del Fuji risveglia il mostro vampiro Gaos, che risiede in una grotta del vulcano. La furia del mostro si scatena, ed interviene Gamera. La tartaruga gigante viene sconfitta e si ritira. Durante uno scontro successivo, Gamera scopre che la luce del Sole è letale per il mostro nemico, ma Gaos riesce a fuggire dalla presa di Gamera autoamputandosi una delle zampe con il suo raggio ultrasonico. Gaos è in seguito attirato mediante uno stratagemma ad una vasca piena di sangue sintetico, per poter trattenere il mostro fino al sorgere del Sole, ma Gaos riesce nuovamente a scappare finché, in un altro scontro con Gamera, non cadrà insieme alla tartaruga gigante nel cratere di un vulcano.